# Povilas Lukšys
Povilas Lukšys (7 luglio 1979) è un ex calciatore lituano, di ruolo attaccante.

## Palmarès

### Club
- Lietuvos Taurė: 3

Ekranas: 1998, 2000
Sūduva: 2008-2009
- LFF Supertaurė: 3

Ekranas: 1998, 2006
Sūduva: 2009
- A Lyga: 1

Ekranas: 2005

### Individuale
- Capocannoniere dell'A Lyga: 3

2004 (19 gol), 2007 (26 gol), 2010 (16 gol)